# Радивоновка (Акимовский район)
Радиво́новка (укр. Радивонівка) — село,
Радивоновский сельский совет,
Акимовский район,
Запорожская область,
Украина.
Код КОАТУУ — 2320385801. Население по переписи 2001 года составляло 1809 человек.
Является административным центром Радивоновского сельского совета, в который, кроме того, входят сёла
Богатырь,
Мирное,
Перемога и
Тимофеевка.

## Географическое положение
Село Радивоновка находится на правом берегу реки Тащенак в месте впадения её в Молочный лиман,
на противоположном берегу — село Перемога.
Рядом проходит автомобильная дорога М-18 (E 105).

## История
- 1802 — дата основания.
- От германской оккупации Радивоновка была освобождена 25 октября 1943 года.[2]
- С августа 2011 года велись работы по прокладке газа в село, и 6 сентября 2012 года газ был пущен.[3]

## Объекты социальной сферы
- Школа.
- Дом культуры.
- Фельдшерско-акушерский пункт.

## Религия
- Православный храм в честь Покрова Божией Матери.

## Достопримечательности
- Братская могила советских воинов.
- Памятник Н.Ватутину.
- Заказник «молочный лиман».
- Радивоновское лесничество.
- Река Тащенак.
- Карьер по добычи песка.